# Fabienne Müller-Lütkemeier

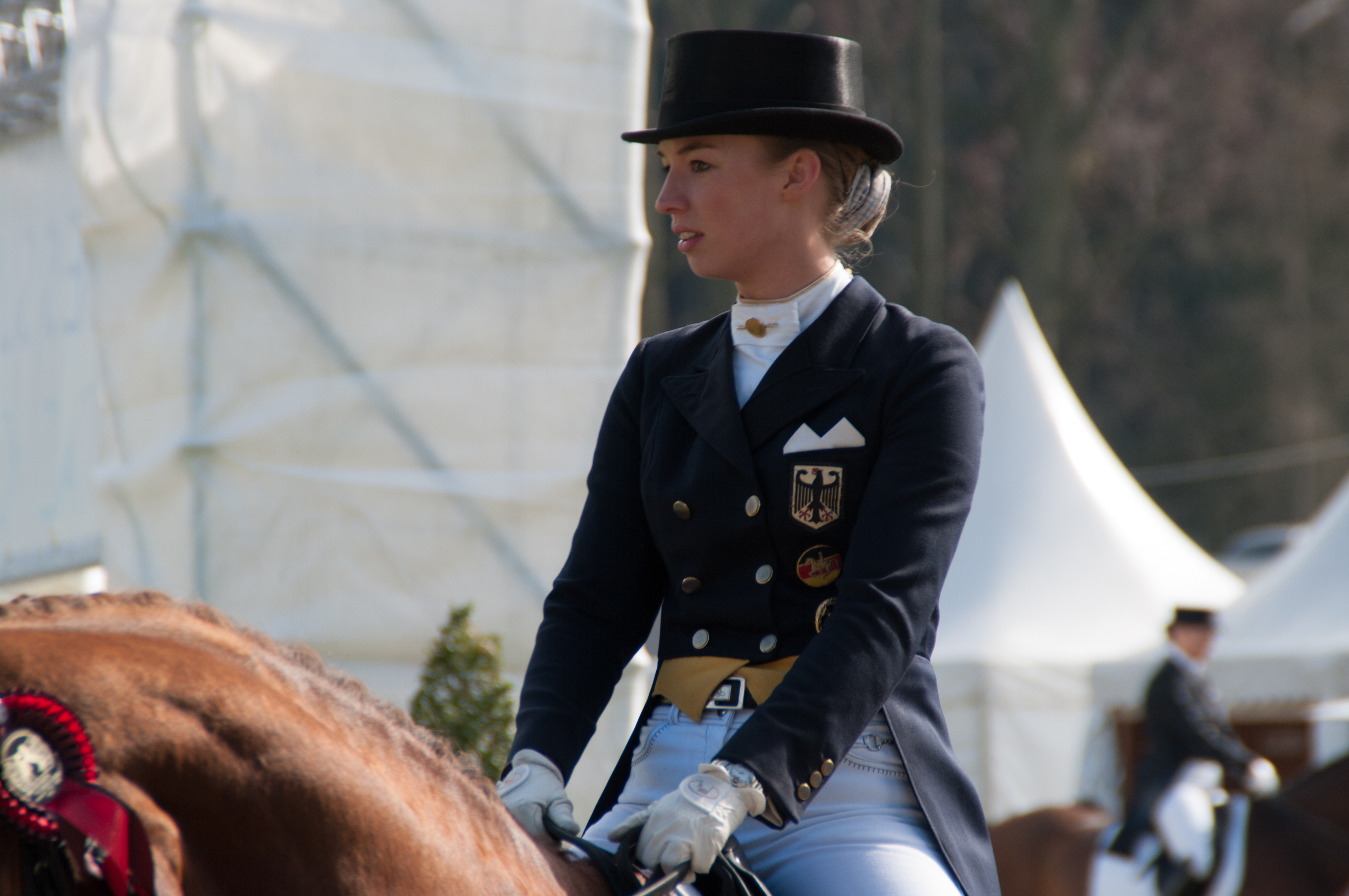
Fabienne Lütkemeier (2013)

Fabienne Müller-Lütkemeier (* 28. Oktober 1989 in Paderborn) ist eine deutsche Dressurreiterin aus Paderborn.

## Privates
Müller-Lütkemeier ist die Tochter der vor allem in den 1980er Jahren ebenfalls als Dressurreiterin erfolgreichen Gina Capellmann-Lütkemeier und die Nichte von Nadine Capellmann sowie Enkelin des Reitsportfunktionärs Kurt Capellmann. Ihr Vater ist der ehemalige Springreiter Friedrich Wilhelm Lütkemeier.
Sie studierte an der IBS International Business School in Lippstadt. Im Mai 2018 heiratete sie ihren langjährigen Lebensgefährten Ingo Müller und nahm den Nachnamen Müller-Lütkemeier an. Zusammen haben sie zwei Söhne (* 2020 und * 2023).

## Werdegang
Im Jahr 2007 nahm sie an den Europameisterschaften der Junioren in Nußloch mit Bouton teil, dem ehemaligen Grand Prix-Pferd ihrer Tante. Dabei gewann sie mit der Mannschaft und in der Einzelwertung zweimal Silber. 2008 nahm sie mit Amando am Piaff-Förderpreis teil und wurde beim Finale in Stuttgart Sechste. Bei den Europameisterschaften der Jungen Reiter wurde sie 2009 in Ermelo zweimal Zweite und gewann Gold in der Kür, 2010 in Kronberg im Taunus siegte sie in allen drei Wettbewerben. Zum Jahresende 2010 gewann sie mit D’Agostino das beim Festhallen-Reitturnier Frankfurt ausgetragene Weltcupfinale der Jungen Reiter.
Für die Olympischen Spiele 2012 in London war sie zunächst als zweite Reserve vorgesehen. Da Monica Theodorescus Pferd Whisper kurzfristig ausfiel, wurde Lütkemeier als Ersatzreiterin der deutschen Equipe nachnominiert.
2013 erreichte sie in Balve bei den deutschen Meisterschaften den vierten Platz im Grand Prix Spécial und den dritten Platz in der Kür. Daraufhin wurde sie erstmals für die deutsche Mannschaft beim Nationenpreis in Aachen nominiert. Bei den Europameisterschaften in Herning gewann sie mit dem Team den Titel. Bei den Weltreiterspielen 2014 in der Normandie (Frankreich) wurde sie in der deutschen Equipe eingesetzt, nachdem Matthias Alexander Rath wegen einer Verletzung seines Pferdes Totilas seine Teilnahme kurz zuvor absagen musste. Auf ihrem Pferd D’Agostino FRH musste sie als erste aller Reiter antreten und erzielte 73,586 Punkte. Damit gewann sie zusammen mit Helen Langehanenberg, Isabell Werth und Kristina Sprehe den Weltmeistertitel.

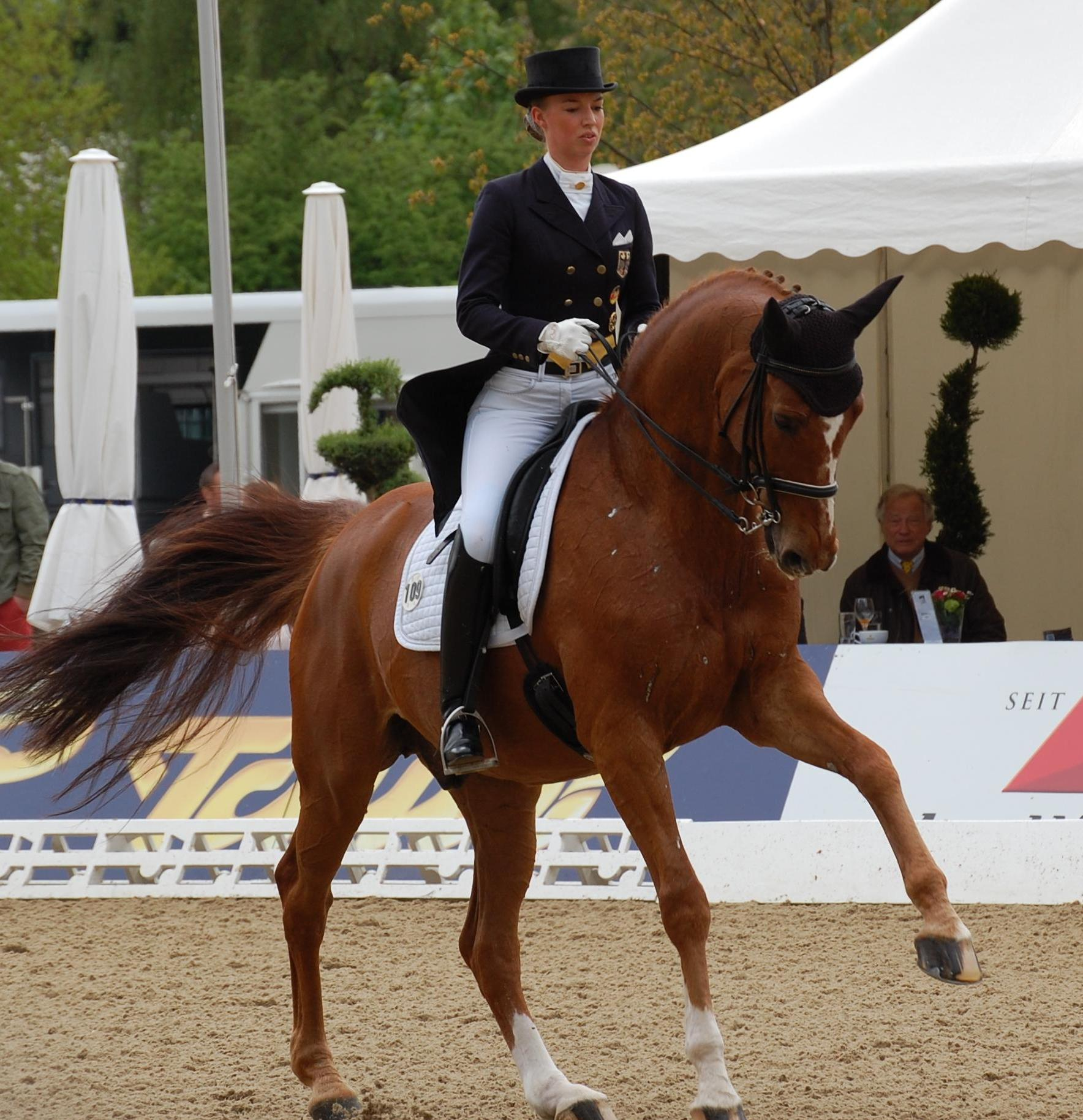
Fabienne Lütkemeier und Qui Vincit Dynamis beim Deutschen Dressurderby 2013

Mit Qui Vincit Dynamis gewann sie unter anderem die unter Flutlicht ausgetragene Grand Prix Kür des CDI 5* beim Pfingstturnier Wiesbaden 2016. Dieser Wallach war zudem ihr Pferd beim Deutschen Dressurderby 2013, das sie gewann. Mit Fabregaz sicherte sich Fabienne Lütkemeier im März 2017 den Sieg im Grand Prix Spécial des CDI 5* von Dortmund, mit 40.000 Euro Preisgeld eine der höchstdotierten Prüfungen im Dressursport in Deutschland.
Im April 2020 befand sie sich mit Fabregaz auf Rang 80 der Weltrangliste Dressur.

## Pferde
Aktuelle Turnierpferde
- Valesco 50 (* 2011), Westfale Fuchswallach, Vater: Vitalis, Muttervater: Douceur
- Valencia AS (* 2011), Westfale Fuchsstute, Vater: Vitalis, Muttervater: Hotline
- Delavega (* 2012), Westfale Rappwallach, Vater: De Niro, Muttervater: Sion
- Dior PCH (* 2014), Westfale Fuchsstute, Vater: Don Nobless, Muttervater: Laudabilis
- Vanilla Sky 43 (* 2018), DSP-Fuchsstute, Vater: Vitalis, Muttervater: Bequia
- Viva (* 2020), Westfale braune Stute, Vater: Vitalis, Muttervater: Hotline
- D’Artagnan 232 (* 2016), brauner Oldenburger Wallach, Vater: Blue Hors Dreamline, Muttervater: Fidertanz
- HP Vincello (* 2019), brauner Oldenburger Hengst, Vater: Vitalis, Muttervater: Apache
- Dewberry (* 2015), Westfale Rappstute, Vater: De Niro, Muttervater: Sion
- Fibaldi (* 2016), Hannoveraner Rappwallach, Vater: Fürst Belissaro, Muttervater: Gribaldi

Ehemalige Turnierpferde
- Amando 11 (* 1990; † 2020), brauner SWB-Wallach, Vater: Amiral, Muttervater: Indus; bis 2007 von Gina Capellmann-Lütkemeier geritten[8]
- Bouton 2 (* 1994; † 2021), Hannoveraner Fuchswallach, Vater: Borneo, Muttervater: Weltmeyer[9], zuletzt im Juni 2009 im Sport eingesetzt
- Qui Vincit Dynamis (* 1999), Oldenburger Fuchswallach, Vater: Quattro B, Muttervater: Calypso II[10], zuletzt im Mai 2016 im internationalen Sport eingesetzt
- D’Agostino FRH (* 2000), Hannoveraner Fuchswallach, Vater: De Niro, Muttervater: Shogun xx; 2018 bei den Stuttgart German Masters aus dem Sport verabschiedet[11][12]
- Fabregaz (* 2007), Bayer brauner Wallach, Vater: Florestano, Muttervater: Ragazzo, zuletzt im Mai 2021 im internationalen Sport eingesetzt
- Flynn PCH (* 2006), Hannoveraner Dunkelfuchs-Hengst, Vater: Falsterbo, Muttervater: Walt Disney I[13]; bis 2015 unter Hubertus Schmidt und Emma Kanerva, seit März 2022 von Hope Cooper geritten
- Capo 20 (* 2006), dunkelbrauner Holsteiner Hengst, Vater: Cracker Jack 5, Muttervater: Alcatraz, seit September 2022 von Aleksandra Poplawska geritten
- Leopard S’ Fiero (* 2006), Zweibrücker Rappwallach, Vater: Fürst Heinrich, Muttervater: Diabolo, seit Mai 2024 von Angie Qin geritten
- Illuminati S 2 (* 2009), Bayer brauner Hengst, Vater: Imperio 3, Muttervater: Fürst Heinrich, zuletzt im Juni 2018 von Emily Schettel im Sport eingesetzt
- Sole Mio 5 (* 2004; † 2023), Westfale Rappstute, Vater: Show Star, Muttervater: Lamoureux II, zuletzt im Juli 2018 von Mara Berghäuser im Sport eingesetzt
- Diamonds Forever (* 2002), dunkelbrauner Hannoveraner Wallach, Vater: Depardieu 11, Muttervater: Warkant, zuletzt im Februar 2016 von Vera Nass im internationalen Sport eingesetzt
- Wanjana (* 2002), Hannoveraner Rappstute, Vater: Wolkentanz II, Muttervater: Wildfang, zuletzt im März 2013 im Sport eingesetzt
- Fats Domino 13 (* 2007), brauner Hannoveraner Wallach, Vater: Fidertanz, Muttervater: De Niro[14], seit März 2022 von Enya Müller geritten
- D’Espero (* 2013), Westfale Rappwallach, Vater: De Niro, Muttervater: Sion, zuletzt im April 2022 im Sport eingesetzt
- Fritz 693 (* 2013), dunkelbrauner Hannoveraner Wallach, Vater: Fürst Romancier, Muttervater: Rotspon, zuletzt im August 2020 im Sport eingesetzt

## Größte Erfolge
- Weltreiterspiele:
  - 2014, Caen: mit D’Agostino 1. Platz mit der Mannschaft und 19. Platz im Einzel

- Europameisterschaften:
  - 2007, Nussloch (Junioren): mit Bouton 1. Platz mit der Mannschaft, 2. Platz im Einzel und 2. Platz in der Kür
  - 2009, Ermelo (Junge Reiter): mit D’Agostino 2. Platz mit der Mannschaft, 2. Platz im Einzel und 1. Platz in der Kür
  - 2010, Kronberg im Taunus (Junge Reiter): mit D’Agostino 1. Platz mit der Mannschaft, 1. Platz im Einzel und 1. Platz in der Kür
  - 2013, Herning: mit D’Agostino 1. Platz mit der Mannschaft, 9. Platz im Einzel (GP Spécial) und 10. Platz im Einzel (GP Kür)

- Weltcupfinale:
  - 2010, Frankfurt (Junge Reiter): 1. Platz mit D’Agostino[15]
  - 2015, Las Vegas: 10. Platz mit Qui Vincit Dynamis (74,804 %)
  - 2016, Göteborg: 6. Platz mit D'Agostino FRH (78,339 %) im Grand Prix

- Deutsche Meisterschaften:
  - 2007, Steinfeld (Junioren): mit Bouton 3. Platz[16]
  - 2008, Hannover (Junge Reiter): mit Bouton 5. Platz[17]
  - 2012, Balve: mit D'Agostino 8. Platz im Grand Prix Spécial (72,533 %)[18] und 9. Platz in der Grand Prix Kür (73,900 %)[19]
  - 2013, Balve: mit D'Agostino 4. Platz im Grand Prix Spécial (74,667 %)[20] und 3. Platz in der Grand Prix Kür (79,250 %)[21]
  - 2014, Balve: mit D'Agostino FRH 3. Platz im Grand Prix Spécial (77,373 %)[22] und 9. Platz in der Grand Prix Kür (75,425 %)[23]
  - 2015, Balve: mit D'Agostino FRH 6. Platz im Grand Prix Spécial (74,255 %)[24] und 7. Platz in der Grand Prix Kür (77,100 %)[25]
  - 2016, Balve: mit D'Agostino FRH 9. Platz im Grand Prix Spécial (74,118 %)[26] und 7. Platz in der Grand Prix Kür (77,700 %)[27]
  - 2017, Balve: mit Fabregaz 6. Platz im Grand Prix Spécial (75,196 %)[28] und 6. Platz in der Grand Prix Kür (80,400 %)[29]
  - 2019, Balve: mit Fabregaz 10. Platz im Grand Prix Spécial (71,431 %)[30] und 7. Platz in der Grand Prix Kür (77,175 %)[31]

Beste internationale Ergebnisse (seit 2011)
Grand Prix de Dressage
- 2011: 72,936 % (1. Platz beim CDI3* Odense mit D'Agostino FRH)
- 2012: 73,128 % (4. Platz beim CDI4* Donaueschingen mit D'Agostino FRH)
- 2013: 74,553 % (2. Platz beim CDI4* Wiesbaden mit D'Agostino FRH)
- 2014: 76,460 % (4. Platz beim CDI-W Lyon mit D'Agostino FRH)
- 2015: 74,940 % (1. Platz beim CDI-W Neumünster mit D'Agostino FRH)
- 2016: 75,260 % (5. Platz beim CDI-W Lyon mit D'Agostino FRH)
- 2017: 75,700 % (3. Platz beim CDI4* Hagen a.T.W. mit Fabregaz)
- 2018: 73,522 % (4. Platz beim CDI-W Salzburg mit Fabregaz)
- 2019: 72,087 % (5. Platz beim CDIO4*-NC Uggerhalne mit Fabregaz)
- 2020: 71,549 % (5. Platz beim CDI4* Dortmund mit Fabregaz)

Grand Prix Spécial
- 2011: 72,063 % (1. Platz beim CDI3* Leudelange mit D'Agostino FRH)
- 2012: 72,667 % (3. Platz beim CDI4* Lingen mit D'Agostino FRH)
- 2013: 75,818 % (9. Platz bei den Europameisterschaften in Herning mit D'Agostino FRH)
- 2014: 76,549 % (4. Platz beim CDI4* Perl mit D'Agostino FRH)
- 2015: 75,549 % (3. Platz beim CDI4* Hagen a.T.W.  mit D'Agostino FRH)
- 2016: 74,608 % (2. Platz beim CDI4* Frankfurt mit Fabregaz)
- 2017: 76,118 % (1. Platz beim CDI5* Dortmund mit Fabregaz)
- 2018: 74,298 % (2. Platz beim CDI4* Wiesbaden mit Fabregaz)
- 2019: 72,702 % (4. Platz beim CDI4* Dortmund mit Fabregaz)
- 2020: Bisher kein Start in einem internationalen Grand Prix Spécial

Grand Prix Kür
- 2011: 73,475 % (6. Platz beim CDI5* Stuttgart mit D'Agostino FRH)
- 2012: 69,850 % (7. Platz beim CDI4* Dortmund mit D'Agostino FRH)
- 2013: 78,400 % (4. Platz beim CDI-W Stuttgart mit D'Agostino FRH)
- 2014: 80,600 % (1. Platz beim CDI-W Stuttgart mit D'Agostino FRH)
- 2015: 80,775 % (2. Platz beim CDI-W Neumünster mit D'Agostino FRH)
- 2016: 79,618 % (5. Platz beim CDI-W Lyon mit D'Agostino FRH)
- 2017: 79,220 % (4. Platz beim CDI-W Salzburg mit Fabregaz)
- 2018: 79,790 % (6. Platz beim CDI-W Amsterdam mit Fabregaz)
- 2019: 78,015 % (7. Platz beim CDI-W Neumünster mit Fabregaz)
- 2020: 75,813 % (1. Platz beim CDI4* Dortmund mit Fabregaz)